# Michele Imperiali (junior)
Michele Imperiali Junior (Francavilla, 7 luglio 1719 – Napoli, 10 febbraio 1782) è stato un nobile italiano, appartenente alla famiglia degli Imperiali.
Gli furono attribuiti i titoli di IV principe di Francavilla e di VII marchese di Oria.

## Biografia
Nacque a Francavilla il 7 luglio 1719 da Andrea II e Donna Anna Caracciolo della Torella e sposò Eleonora Borghese, pro-nipote di Paolo V. Al riguardo Luciano Gentile da Monopoli ha scritto un libro dal titolo La Cucina del Sole - L'Arte della Pasticceria Napolitana da Il Credenziere di Buon Gusto di F. Vincenzo Corrado, in cui sono contenuti non solo i risultati delle ricerche con notizie di prima mano e pertanto inedite su Fr. Vincenzo Corrado da Oria ma anche su moltissimi personaggi della famiglia Imperiali.
Francavilla lo ricorda come un benefattore grazie al notevole contributo offerto durante la ricostruzione della chiesa matrice, gravemente danneggiata dal terremoto del 1743. Da vari documenti dell'epoca si ritiene abbia partecipato alle spese, con un'offerta superiore alla metà della somma necessaria. Inoltre è stato anche un grande mecenate ed ha finanziato letterati e artisti affinché aprissero scuole e botteghe in tutto il feudo.
Dal 1755 e per i successivi 22 anni visse a Napoli, alloggiando nel Palazzo Cellammare.
Lo storico Benedetto Croce lo descrive così:
Morì senza alcun figlio e nominò erede il cugino in terzo grado Vincenzo Imperiali, marchese di Latiano.
Nel castello di Francavilla Fontana è posta un'epigrafe che lo ricorda.

## Possedimenti
Il principe possedeva nel napoletano: una villa a Portici presso il Granatello (ora Villa Passero) e un casino di delizie a Borgo Santa Lucia via Chiatamone 55 (divenuto Hotel Washington, poi Hotel Hassler ed infine condominio).